# ريتشارد مو
ريتشارد مو (بالإنجليزية: Richard Moe)‏ هو محامي أمريكي، ولد في 1936.